# Église de l'Intercession-de-la-Mère-de-Dieu de Goleša
Pour les articles homonymes, voir Église de l'Intercession-de-la-Mère-de-Dieu.
L'église de l'Intercession-de-la-Mère-de-Dieu de Goleša (en serbe cyrillique : Црква Богородичиног покрова у Херцеговачким Голешима ; en serbe latin : Crkva Bogorodičinog pokrova u Hercegovačkim Golešima) est une église orthodoxe serbe située à Hercegovačka Goleša, dans la municipalité de Priboj et dans le district de Zlatibor, en Serbie. Elle est inscrite sur la liste des monuments culturels protégés de la république de Serbie (identifiant no SK 505).